# Christina Aguilera

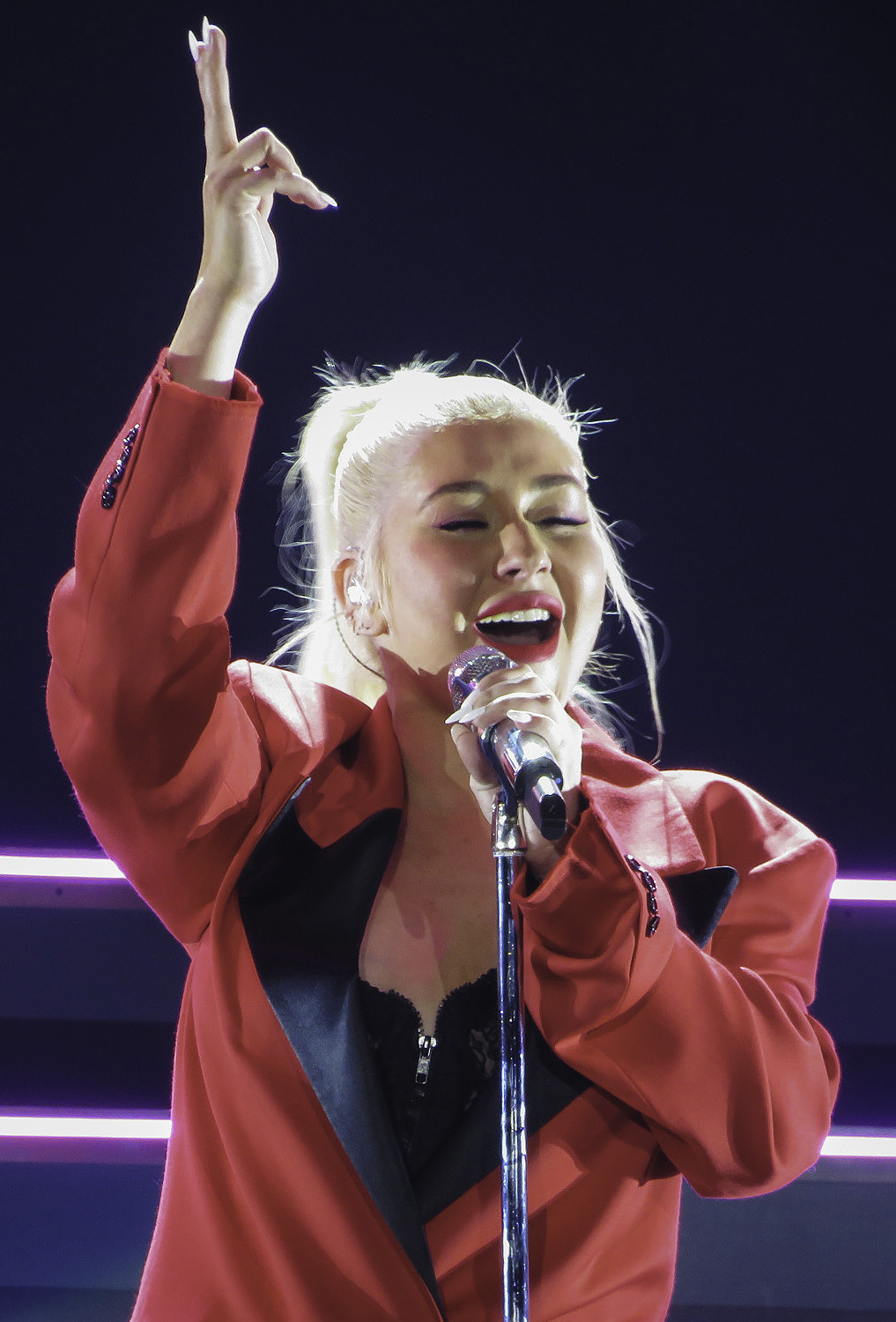
Christina Aguilera (2018)

Christina María Aguilera [kɹɪsˈtiːnə agɪˈlɛɹə] (* 18. Dezember 1980 in New York City) ist eine US-amerikanische Sängerin, die auch als Schauspielerin tätig ist. Sie wurde unter anderem mit fünf Grammys und zwei Latin Grammys ausgezeichnet und für vier BRIT Awards nominiert. Bei den ALMA Awards 2012 erhielt sie einen Special Achievement Award für ihre Karriere und ihr philanthropisches Wirken und bei den People’s Choice Awards 2013 eine Auszeichnung als People’s Voice.

## Jugend und Privatleben
Aguilera wurde auf Staten Island geboren und wuchs im New Yorker Stadtteil Manhattan auf. Ihr Vater Fausto Xavier Wagner Aguilera stammt aus Ecuador, war Unteroffizier in der U.S. Army und ist Vietnamkriegs-Veteran. Sie und ihre Mutter wurden oft von ihm geschlagen und misshandelt. Ihre Mutter ließ sich scheiden, als Christina Aguilera etwa fünf Jahre alt war. Nach der Scheidung lebte sie mit ihrer jüngeren Schwester und ihrer Mutter im Haushalt der Großmutter in Pittsburgh, Pennsylvania. Aguilera wollte schon als Kind professionelle Sängerin werden und bewunderte Sängerinnen wie Billie Holiday, Ella Fitzgerald, Etta James, Judy Garland, Madonna und Whitney Houston. Sie nahm in ihrer Kindheit oft an Talentwettbewerben teil und war in der Nachbarschaft als das „kleine Mädchen mit der großen Stimme“ bekannt.
Während ihrer Zeit in Pittsburgh sang Aguilera vor Spielen der Pittsburgh Steelers und Pittsburgh Pirates die US-amerikanische Nationalhymne. Ihre erste größere Rolle hatte sie 1993, als sie im Disney Channel den Mickey Mouse Club moderierte. Dort arbeitete sie unter anderem mit Britney Spears und Justin Timberlake zusammen. 1994 wurde die Sendung eingestellt und Aguilera begann Demos aufzunehmen, um einen Plattenvertrag zu erhalten.
Am 19. November 2005 heiratete Aguilera den Musikproduzenten Jordan Bratman. Am 12. Januar 2008 brachte sie einen gemeinsamen Sohn zur Welt. Im Oktober 2010 gab Aguilera die Trennung bekannt. Seit Ende 2010 ist sie mit Matthew Rutler, Gitarrist sowie Produktionsassistent des Filmes Burlesque liiert. Am 16. August 2014 wurde das Paar Eltern eines Mädchens. Laut US-Magazin Forbes nahm Aguilera im Januar 2007 unter den reichsten Frauen im Showgeschäft weltweit Platz 19 ein.

## Karriere

### 1998–2001: Weltweiter Durchbruch mitChristina Aguilera
1998 wurde Aguilera ausgewählt, den Song Reflection für den Disney-Zeichentrickfilm Mulan zu singen. Der Song erreichte Platz 16 der Billboard Hot 100 und wurde für einen Grammy nominiert. RCA Records gab Aguilera in derselben Woche einen Plattenvertrag. Der Song Genie in a Bottle war der kommerzielle Durchbruch für Aguilera, er erreichte Platz eins der US-Single-Charts. Ihr Album Christina Aguilera wurde in den USA am 24. August 1999 veröffentlicht und dort mehr als acht Millionen Mal verkauft. Außerdem erreichte es Nummer eins der Billboard 200. Zwei weitere Singles, What a Girl Wants und Come On Over Baby (All I Want Is You), erreichten Platz eins, eine vierte Single, I Turn to You, Platz drei der Single-Charts.
Im Februar 2000 erhielt sie bei der 42. Grammyverleihung den Grammy als Best New Artist. Im Jahr 2000 folgte Aguilera dem allgemeinen Latin-Trend und veröffentlichte ihr erstes spanischsprachiges Album Mi reflejo. Darauf befinden sich spanischsprachige Versionen ihres Debüts und zusätzliche spanischsprachige Lieder. Nach einem Monat folgte die Weihnachts-CD My Kind of Christmas, von der der Song The Christmas Song veröffentlicht wurde, der Platz 16 der Single-Charts erreichte. Trotz des großen Erfolgs ihres Debütalbums war Aguilera mit der Musik und dem Image unzufrieden, die ihr Management für sie vorsah. Zu dieser Zeit wurde sie als Teenie-Pop-Künstlerin vermarktet. Öffentlich verkündete sie, dass ihr nächstes Album sowohl musikalisch als auch textlich mehr Tiefgang haben werde. In diesem Zusammenhang trennte sie sich nach einem Rechtsstreit von ihrem Manager.
2001 arbeitete Aguilera mit Mýa, Lil’ Kim und P!nk zusammen und veröffentlichte Lady Marmalade, eine Coverversion des Songs von Patti LaBelle. Dieser erreichte in vielen Ländern Platz eins und gewann einen Grammy in der Kategorie Best Pop Collaboration with Vocals. Es ist der Titelsong des Films Moulin Rouge.

### 2002–2005: Imagewechsel undStripped

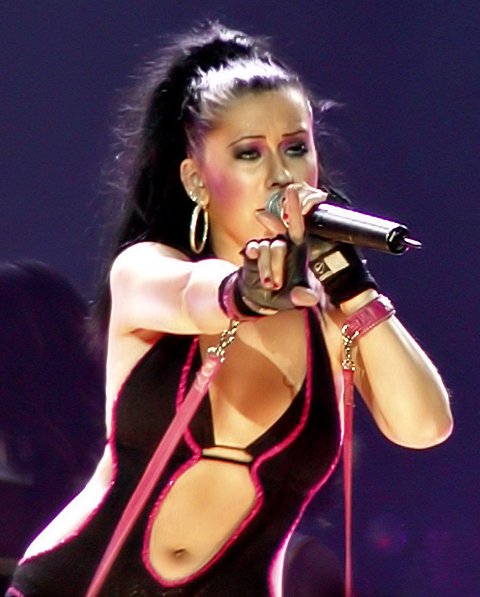
Aguilera auf ihrer Stripped Tour (2003)

Am 29. Oktober 2002 folgte nach langer Verzögerung Aguileras zweites englischsprachiges Album Stripped. Die meisten Lieder auf dem Album wurden von Aguilera mitgeschrieben; einige davon haben einen biografischen Bezug. Musikalische Einflüsse auf diesem Album sind Rhythm and Blues, Gospel, Soul, Hip-Hop und Jazz (bei Impossible, einer Zusammenarbeit mit Alicia Keys). In der Musikkritik wurde Stripped wohlwollend aufgenommen und als Weiterentwicklung Aguileras gewertet.
Das neue Image wurde allerdings von den meisten US-amerikanischen Kritikern nicht so gut aufgenommen wie ihr anfängliches Image als unschuldige Pop-Kindsfrau: Kontroverse, sehr freizügig und demonstrativ sexualisierte Outfits erregten bei Videopremieren und Auftritten die Öffentlichkeit. Auch ließ sie sich für Magazine wie Maxim, Rolling Stone und Cosmo Girl teilweise nackt fotografieren. Stripped erreichte in den US-Charts die Top 5 und eine vierfache Platin-Auszeichnung. Die Singles waren auf den 20er- bis 40er-Rängen Charts nur mäßig erfolgreich. Ausnahme war die Grammy-prämierte Ballade Beautiful, eine Zusammenarbeit mit Linda Perry, die Platz 2 der Hot 100 erreichte. In den USA wurden etwa vier Millionen Exemplare von Stripped verkauft. Weltweit konnte das Album mit neun Millionen verkauften Platten fast an den Erfolg ihres Debütalbums anknüpfen. Auch die Singleauskopplungen waren erfolgreich. Ihre US-Tournee im Jahr 2003 gemeinsam mit Justin Timberlake und The Black Eyed Peas als Vorgruppe wurde von den Rolling-Stone-Lesern zur besten des Jahres gewählt. Während der MTV Video Music Awards im August 2003 küssten sich Madonna, Britney Spears und Aguilera während der Eröffnungsshow auf der Bühne.
2004 vollzog Aguilera einen weiteren Wechsel hin zu einem erwachseneren Image. Sie nahm den Werbesong Hello für Mercedes-Benz auf und stellte sich für Werbezwecke für die A-Klasse des Automobilherstellers zur Verfügung. Im Vorfeld der US-amerikanischen Präsidentschaftswahlen engagierte sie sich in einer Kampagne dafür, dass junge Leute zur Wahl gehen sollten. Dies unterstrich sie auch bei Auftritten in Talkshows wie der von Oprah Winfrey und einer Show auf MTV, die sie moderierte. Ende 2004 veröffentlichte Aguilera zwei Singles, Car Wash aus dem Soundtrack des Films Große Haie – Kleine Fische und Tilt Ya Head Back als Kooperation mit Nelly, die außerhalb der USA erfolgreich waren. Im November 2004 wurde außerdem ihre erste Live-DVD von einer Konzert-Tour im Vereinigten Königreich veröffentlicht. Im Dezember 2004 stellte sie ihr erstes Parfüm Xpose vor.
Für eine Zusammenarbeit mit Herbie Hancock – ein Cover von Leon Russell – im August 2005 erhielten die beiden eine Grammy-Nominierung und traten gemeinsam bei der Verleihung auf. Außerdem trat Aguilera beim 50. Geburtstag von Disneyland auf, wo sie das Lied When You Wish upon a Star sang. Sie arbeitete auch mit Andrea Bocelli bei dem Lied Somos novios zusammen. Das dazugehörige Album Amore von Bocelli wurde Anfang 2006 veröffentlicht. Aguilera bekundete mehrfach ihr Interesse, Schauspielerin zu werden. Die ihr bis dahin angebotenen Rollen lehnte sie jedoch stets ab.

### 2006–2009:Back To Basics

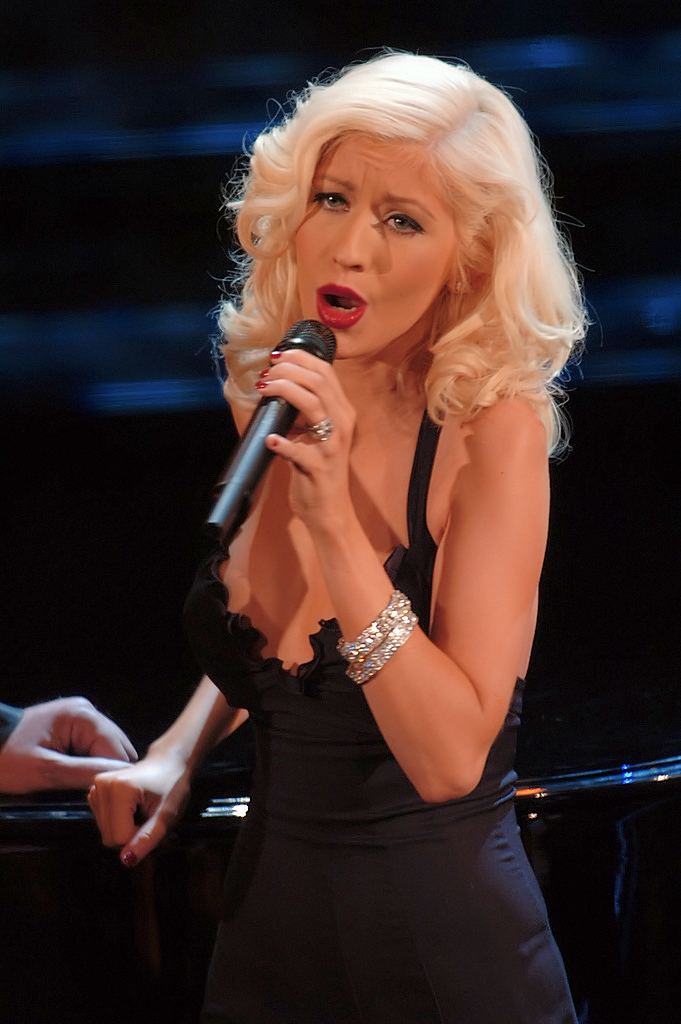
Aguilera auf dem Sanremo-Festival (2006)

Am 11. August 2006 veröffentlichte Aguilera ihr drittes Studioalbum mit dem Titel Back to Basics. Es beinhaltet die Single Ain’t No Other Man, die Platz 6 in den US-Single-Charts erreichte. Das Album ist von der Musik der 1920er, 1930er und 1940er Jahre beeinflusst. Es erreichte in 17 Ländern den ersten Platz der Charts. Die Ballade Hurt wurde in Kontinentaleuropa ein großer Erfolg. Daraufhin ging Aguilera auf ihre Back-to-Basics-Welttour, die sie durch Europa, Nordamerika, Asien und Australien führte. Ende 2006 veröffentlichte P. Diddy ein Lied mit Aguilera, Tell Me.
Anfang 2007 wurde die dritte Single-Auskopplung Candyman veröffentlicht. Sie konnte wie ihre Vorgänger-Single Hurt in den USA nicht an die Erfolge der ersten Single Ain’t No Other Man anknüpfen. In Australien und Ozeanien wurde es jedoch ein großer Erfolg. Als letzte Singles des Albums wurde der Song Oh Mother veröffentlicht, der einen starken biographischen Bezug hat, da er von der Misshandlung durch den Vater handelt. Ende 2008 veröffentlichte Aguilera ihr erstes Greatest-Hits-Album Keeps Gettin’ Better – A Decade of Hits. Die erste Single war Keeps Gettin’ Better. Der deutsche Veröffentlichungstermin war der 24. Oktober 2008. Von 2009 bis 2010 drehte Aguilera gemeinsam mit Cher den Film Burlesque, der 2011 veröffentlicht wurde. Der Rolling Stone wählte sie auf Rang 58 der 100 größten Sänger aller Zeiten.

### 2010–2011:BionicundBurlesque

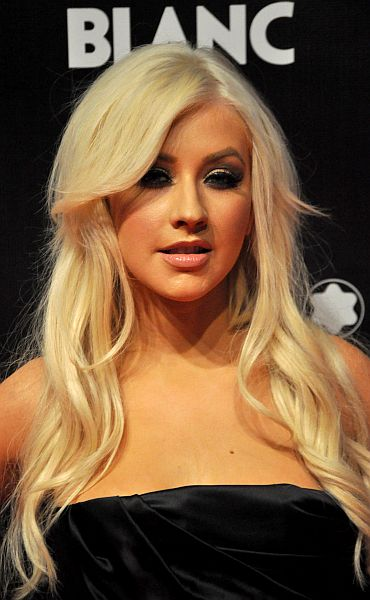
Christina Aguilera (2010)

Die Arbeiten an ihrem vierten Studioalbum waren Ende 2009 abgeschlossen. Bei der Hope-for-Haiti-Now-Spendengala präsentierte Aguilera erstmals einen neuen Song des Albums, Lift Me Up, wobei sie von Linda Perry am Klavier begleitet wurde. Das Album mit dem Namen Bionic erschien am 8. Juni 2010. Vorab wurde die Single Not Myself Tonight veröffentlicht, die am 1. Mai 2010 auf Platz 23 der US-amerikanischen Billboard Hot 100 debütierte. Die Verkaufszahlen von Bionic blieben sehr weit unter den Erwartungen. Knapp 100.000 Stück wurden in der ersten Woche in den USA verkauft. In weiterer Folge wurde die geplante Tour zum Album mangels Publikumsinteresses abgesagt.
Im Februar 2011 sang sie im Rahmen des 45. Super Bowls die US-amerikanische Nationalhymne. Dabei ließ sie die Zeile O’er the ramparts we watch’d were so gallantly streaming aus und wiederholte stattdessen eine leicht abgewandelte vorangegangene Textpassage. Am 26. April strahlte NBC die erste Folge der Casting-Show The Voice aus, in der Aguilera in der Jury saß. Am 21. Juni 2011 wurde der Song Moves Like Jagger veröffentlicht, eine Kollaboration zwischen Aguilera und Maroon 5. Dieser erreichte Platz 1 der US-Single-Charts.

### 2012–2015: The Voice undLotus
Im November 2012 veröffentlichte Aguilera ihr siebtes Studioalbum mit dem Titel Lotus. Das Album konnte wie sein Vorgänger Bionic nicht an frühere Erfolge anknüpfen. Die erste Single Your Body erschien in den USA im September, in Deutschland im November 2012 und konnte sich größtenteils in den Top 30 platzieren. Auch die Folgesingle Just a Fool mit dem Country-Sänger Blake Shelton konnte sich in den Charts, vorwiegend in Nordamerika, platzieren. Bei The Voice in den USA war sie bis zur dritten Staffel Jurymitglied.
Im Januar 2013 erschien die Single Feel This Moment von Pitbull aus dem Album Global Warming, bei dem sie als Sängerin und Songwriterin mitwirkte. Der Song war weltweit in den Charts vertreten. Im November 2013 kam die Single Say Something in Zusammenarbeit mit A Great Big World heraus. Das Stück erreichte in 16 Ländern die Top 10. In Australien, Belgien (Flandern) und Kanada erreichte sie Platz 1.

### 2016–2020: AlbumLiberationund Remake vonMulan

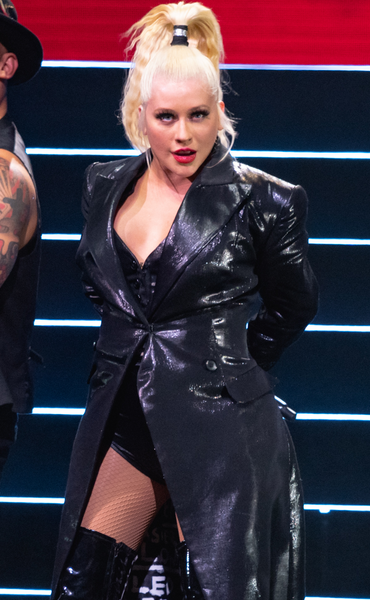
Christina Aguilera (2019)

Am 16. Juni 2016 wurde die Single Change veröffentlicht. Die Einnahmen aus dem Song gehen an die Familienangehörigen des Massakers in Orlando. Zur Serie The Get Down steuerte Aguilera im gleichen Jahr den Song Telepathy bei. Im Rahmen der American Music Awards 2018 sang sie ein Medley der Songs aus dem Film Bodyguard, dessen Soundtrack vor 25 Jahren erschienen ist. Im März 2018 war sie als Gast-Jurorin in der ersten Folge der zehnten Staffel von RuPaul’s Drag Race zu sehen.
Am 3. Mai 2018 erschien der Song Accelerate, den sie gemeinsam mit Ty Dolla Sign und 2 Chainz aufgenommen hat. Das Stück ist die erste Singleauskopplung des Albums Liberation, das am 15. Juni 2018 erschienen ist. Als zweiter Titel wurde die Ballade Twice ausgekoppelt. Gemeinsam mit Demi Lovato sang sie bei den Billboard Music Awards den Song Fall in Line, der die dritte Single des Albums ist.
Die Liberation-Tour in Nordamerika war Aguileras erste Tour seit rund zehn Jahren. In Europa und Mexiko trat Aguilera im Rahmen der The X Tour auf, darunter auch zum ersten Mal seit 12 Jahren in Deutschland.
Zum Live-Action-Remake von Mulan im Jahr 2020 steuerte sie zwei Songs bei: Loyal Brave True sowie die Neuaufnahme von Reflection, dem Song, mit dem ihr 1998 der kommerzielle Durchbruch gelang.

### 2021:La Fuerzaund weitere Latin-Musik
Am 22. Oktober 2021 erschien der spanischsprachige Song Pa’ mis muchachas, den sie gemeinsam mit Nathy Peluso, Becky G und Nicki Nicole aufnahm. Nach Mi Reflejo im Jahr 2000 ist dies eine Rückkehr zu Christina Aguileras spanischsprachiger Musik. Der Song stellt den Auftakt zur EP La Fuerza dar, auf die noch zwei weitere spanischsprachige EPs folgen sollen.
Die Ballade Somos Nada erschien als zweite Single von La Fuerza am 18. November 2021. Santo, eine Kollaboration mit dem Musiker Ozuna, ist als dritte Single am 20. Januar 2022 veröffentlicht worden. Der Pop-Reggaeton-Song wurde gemeinsam mit der EP La Fuerza veröffentlicht, die insgesamt sechs Songs umfasst.

## Sonstige Tätigkeiten

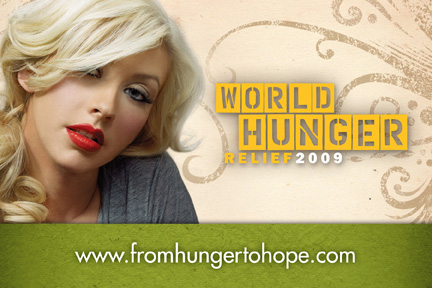
Aguilera auf einem Poster für World Hunger Relief (2009)

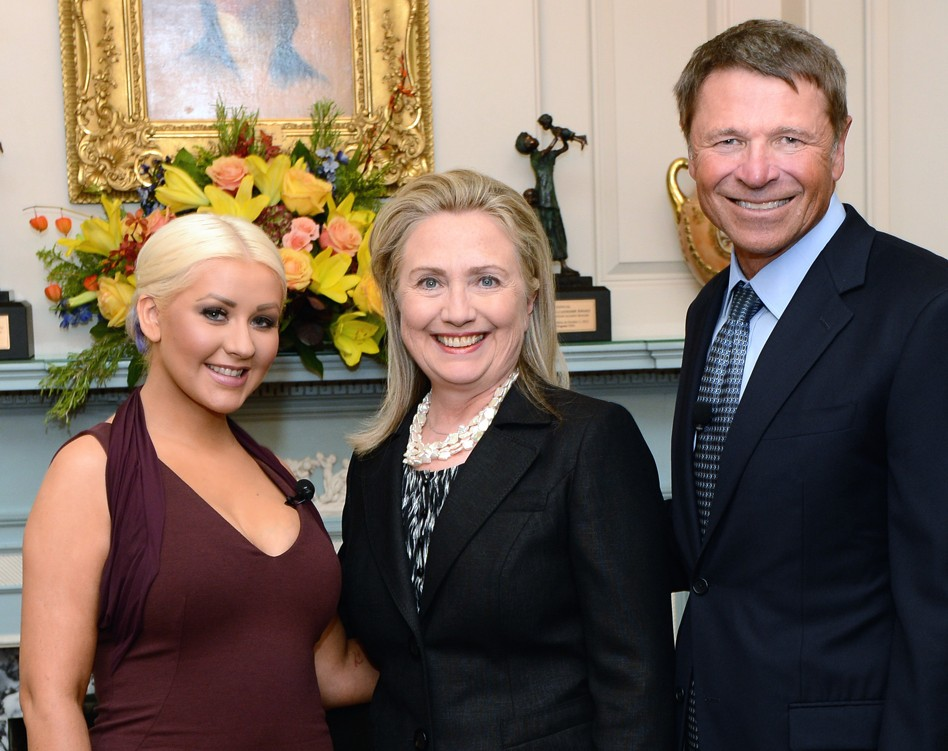
Aguilera anlässlich der Verleihung des George McGovern Leadership Award (2012)

Aguilera ist Botschafterin des Welternährungsprogrammes der Vereinten Nationen. 2012 erhielt sie neben David Novak, dem CEO von Yum! Brands, den George McGovern Leadership Award.
Sie kreiert und lässt seit 2007 unter der Marke Christina Aguilera Parfums bei der Firma Procter & Gamble herstellen. Die Düfte werden weltweit unter 7 verschiedenen Düften des Markennamens geführt und sind im Handel erhältlich. 2016 kaufte die Firma Elizabeth Arden, Inc. die Marke. Aguilera teilte dazu mit: Mir macht es wirklich Spaß meine Düfte zu entwickeln, und ich freue mich darauf dies weiterhin mit Elizabeth Arden zu tun.

## Diskografie
Studioalben

| Jahr | Titel Musiklabel                     | Höchstplatzierung, Gesamtwochen, AuszeichnungChartplatzierungen (Jahr, Titel, Musiklabel, Platzierungen, Wochen, Auszeichnungen, Anmerkungen) | Höchstplatzierung, Gesamtwochen, AuszeichnungChartplatzierungen (Jahr, Titel, Musiklabel, Platzierungen, Wochen, Auszeichnungen, Anmerkungen) | Höchstplatzierung, Gesamtwochen, AuszeichnungChartplatzierungen (Jahr, Titel, Musiklabel, Platzierungen, Wochen, Auszeichnungen, Anmerkungen) | Höchstplatzierung, Gesamtwochen, AuszeichnungChartplatzierungen (Jahr, Titel, Musiklabel, Platzierungen, Wochen, Auszeichnungen, Anmerkungen) | Höchstplatzierung, Gesamtwochen, AuszeichnungChartplatzierungen (Jahr, Titel, Musiklabel, Platzierungen, Wochen, Auszeichnungen, Anmerkungen) | Anmerkungen                                                    |
| Jahr | Titel Musiklabel                     | DE | AT | CH | UK | US | Anmerkungen                                                    |
| ---- | ------------------------------------ | --- | --- | --- | --- | --- | -------------------------------------------------------------- |
| 1999 | Christina Aguilera RCA Records (BMG) | DE13 (20 Wo.)DE | AT15 (9 Wo.)AT | CH5 Platin · (30 Wo.)CH | UK14 Platin · (53 Wo.)UK | US1 ×9Neunfachplatin · (97 Wo.)US | Erstveröffentlichung: 24. August 1999 Verkäufe: + 14.000.000   |
| 2000 | Mi Reflejo RCA Records (BMG)         | — | — | CH54 (2 Wo.)CH | — | US27 ×6Sechsfachplatin (Latin) · (18 Wo.)US                                                                                                   | Erstveröffentlichung: 12. September 2000 Verkäufe: + 2.200.000 |
| 2002 | Stripped RCA Records (BMG)           | DE6 ×2Doppelplatin · (77 Wo.)DE | AT10 Platin · (76 Wo.)AT | CH9 Platin · (76 Wo.)CH | UK2 ×7Siebenfachplatin · (112 Wo.)UK | US2 ×5Fünffachplatin · (79 Wo.)US | Erstveröffentlichung: 8. Oktober 2002 Verkäufe: + 13.000.000   |
| 2006 | Back to Basics RCA Records (BMG)     | DE1 ×3Dreifachgold · (28 Wo.)DE | AT1 Gold · (37 Wo.)AT | CH1 Platin · (55 Wo.)CH | UK1 Platin · (42 Wo.)UK | US1 ×2Doppelplatin · (46 Wo.)US | Erstveröffentlichung: 9. August 2006 Verkäufe: + 3.611.000     |
| 2010 | Bionic RCA Records (Sony)            | DE6 (8 Wo.)DE | AT3 Gold · (5 Wo.)AT | CH2 (14 Wo.)CH | UK1 Silber · (6 Wo.)UK | US3 Gold · (14 Wo.)US | Erstveröffentlichung: 4. Juni 2010 Verkäufe: + 628.000         |
| 2012 | Lotus RCA Records (Sony)             | DE13 (2 Wo.)DE | AT13 (2 Wo.)AT | CH10 (4 Wo.)CH | UK28 (2 Wo.)UK | US7 Gold · (15 Wo.)US | Erstveröffentlichung: 9. November 2012 Verkäufe: + 560.000     |
| 2018 | Liberation RCA Records (Sony)        | DE11 (3 Wo.)DE | AT9 (3 Wo.)AT | CH3 (7 Wo.)CH | UK17 (2 Wo.)UK | US6 (2 Wo.)US | Erstveröffentlichung: 15. Juni 2018 Verkäufe: + 120.000        |
| 2022 | Aguilera Sony Music Latin (Sony)     | — | — | — | — | — | Erstveröffentlichung: 31. Mai 2022                             |

## Filmografie (Auswahl)
- 2010: Entourage (Fernsehserie, eine Folge)
- 2010: Burlesque
- 2010: Männertrip (Get him to the Greek)
- 2015: Nashville (Fernsehserie, 3 Folgen)
- 2018: Zoe
- 2018: How to Party with Mom (Life of the Party)

## Auszeichnungen und Nominierungen
Hollywood Walk of Fame
- 2010: Stern[40]

ALMA Awards
Gewonnen

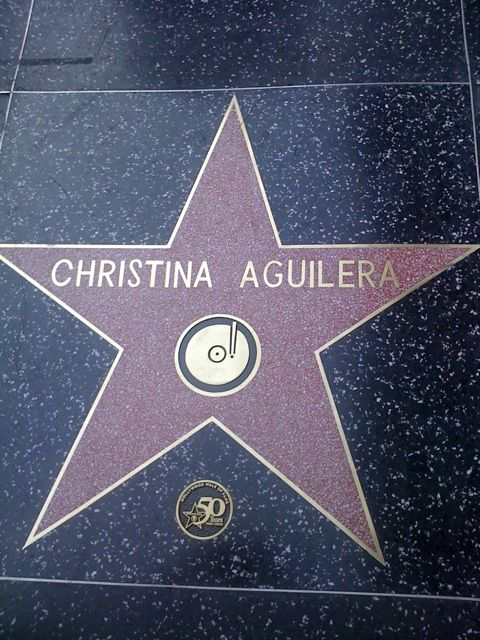
Aguileras Stern auf dem Hollywood Walk of Fame

- 2000: New Entertainer of the Year (Christina Aguilera)[41]

Bravo Otto
- 1999: in Silber für Beste Sängerin
- 2002: in Bronze für Beste Sängerin
- 2003: in Silber für Beste Sängerin
- 2004: in Bronze für Beste Sängerin
- 2006: in Bronze für Beste Sängerin
- 2010: in Bronze für Beste Sängerin

Grammy Awards
Gewonnen
- 2000: Best New Artist (Christina Aguilera)
- 2002: Beste Zusammenarbeit mit Gesang – Pop (Lady Marmelade)
- 2004: Beste weibliche Gesangsdarbietung – Pop (Beautiful)
- 2007: Beste weibliche Gesangsdarbietung – Pop (Ain’t No Other Man)
- 2015: Beste Popdarbietung eines Duos / einer Gruppe (Say Something mit A Great Big World)

Nominiert
- 2000: Beste weibliche Gesangsdarbietung – Pop (Genie in a Bottle)
- 2001: Beste weibliche Gesangsdarbietung – Pop (What a Girl Wants)
- 2001: Bestes Latin-Pop-Album (Mi Reflejo)
- 2002: Beste Zusammenarbeit mit Gesang – Pop (Nobody Wants to Be Lonely, mit Ricky Martin)
- 2003: Beste Zusammenarbeit mit Gesang – Pop (Dirrty, feat. Redman)
- 2004: Beste Zusammenarbeit mit Gesang – Pop (Can’t Hold Us Down, feat. Lil’ Kim)
- 2004: Bestes Gesangsalbum – Pop (Stripped)
- 2006: Beste Zusammenarbeit mit Gesang – Pop (A Song for You mit Herbie Hancock)
- 2007: Bestes Gesangsalbum – Pop (Back to Basics)
- 2008: Beste weibliche Gesangsdarbietung – Pop (Candyman)
- 2008: Beste Zusammenarbeit mit Gesang – Pop (Steppin’ Out mit Tony Bennett)

Latin Grammy Award
Gewonnen
- 2001: Bestes Gesangsalbum – Pop (Mi Reflejo)
- 2022 : Best Vocal Pop Album (‘‘Aguilera ‘‘)

Nominiert
- 2000: Beste weibliche Gesangsdarbietung – Pop (Genio Atrapado)
- 2001: Single des Jahres (Pero Me Acuerdo De Ti)

MTV Video Music Awards
Gewonnen
- 2001: Video of the Year (Lady Marmelade)
- 2001: Best Video From a Film (Lady Marmelade)

Nominiert
- 2000: Best New Artist (What A Girl Wants)
- 2000: Best Female Video (What A Girl Wants)
- 2000: Best Pop Video (What A Girl Wants)
- 2000: Viewer’s Choice (What A Girl Wants)
- 2000: Best Choreography (What A Girl Wants)
- 2001: Best Pop Video (Lady Marmelade)
- 2001: Best Dance Video (Lady Marmelade)
- 2001: Best Choreography (Lady Marmelade)
- 2001: Best Art Direction (Lady Marmelade)
- 2003: Best Female Video (Dirrty)
- 2003: Best Dance Video (Dirrty)
- 2003: Best Pop Video (Dirrty)
- 2003: Best Choreography (Dirrty)
- 2004: Best Female Video (The Voice Within)
- 2004: Viewer’s Choice (The Voice Within)
- 2004: Best Cinematography (The Voice Within)
- 2006: Video of the Year (Ain’t No Other Man)
- 2006: Best Female Video (Ain’t No Other Man)
- 2006: Best Pop Video (Ain’t No Other Man)
- 2006: Best Choreography (Ain’t No Other Man)
- 2007: Best Director (Candyman)

MTV Europe Music Awards
Gewonnen
- 2003: Best Female
- 2006: Best Female

Nominiert
- 2001: Best Song (Lady Marmelade)
- 2003: Best Song (Beautiful)
- 2003: Best Album (Stripped)
- 2003: Best Pop
- 2006: Best Album (Back to Basics)
- 2006: Best Pop
- 2007: Best Solo Artist
- 2008: Best Act Ever